# ديدييه رايندرز
ديدييه رايندرز (بالفرنسية: Didier Reynders)‏ (ولد في 6 أغسطس 1958) 6 أغسطس 1958

 هو سياسي بلجيكي وعضو حركة الإصلاح Mouvement Réformateur ((MR. وكان نائب رئيس وزراء بلجيكا و وزير المالية والإصلاحات المؤسسية في الحكومة فان رومبوي الأول، الذي تولى منصبه في 30 ديسمبر 2008. منذ عام 2011 انه كان وزير الشؤون الخارجية.

## السيرة الذاتية
ولد في لييج Liège كان الأصغر في عائلة مكونة من ثلاثة أطفال. درس القانون في جامعة لييج. شغل منصب رئيس NMBS / SNCB من عام 1986 إلى عام 1991. وشغل منصب وزير المالية 1999-2011. في عام 2002، ترأس مجموعة ال 10 والذي هو اجتماع للدول الدائنة الرئيسية (بلجيكا، كندا، فرنسا، ألمانيا، بريطانيا العظمى، إيطاليا، اليابان، هولندا، السويد، سويسرا والولايات المتحدة). [3] أصبح نائبا لرئيس الوزراء في عام 2004. وكان رئيس حركة الإصلاح بين العامي 2004- 2011.
فاز رايندرز وMR في انتخابات عام 2007، مع MR تصبح بذلك أكبر حزب الفرنكوفوني من بلجيكا. عين الملك البلجيكي رايندرز وحركة الإصلاح، أي أن تبدأ محادثات الائتلاف الرسمية للحكومة الاتحادية الجديدة. [4]

## روابط خارجية
- ديدييه رايندرز على موقع مونزينجر (الألمانية)